# Kungsbacken

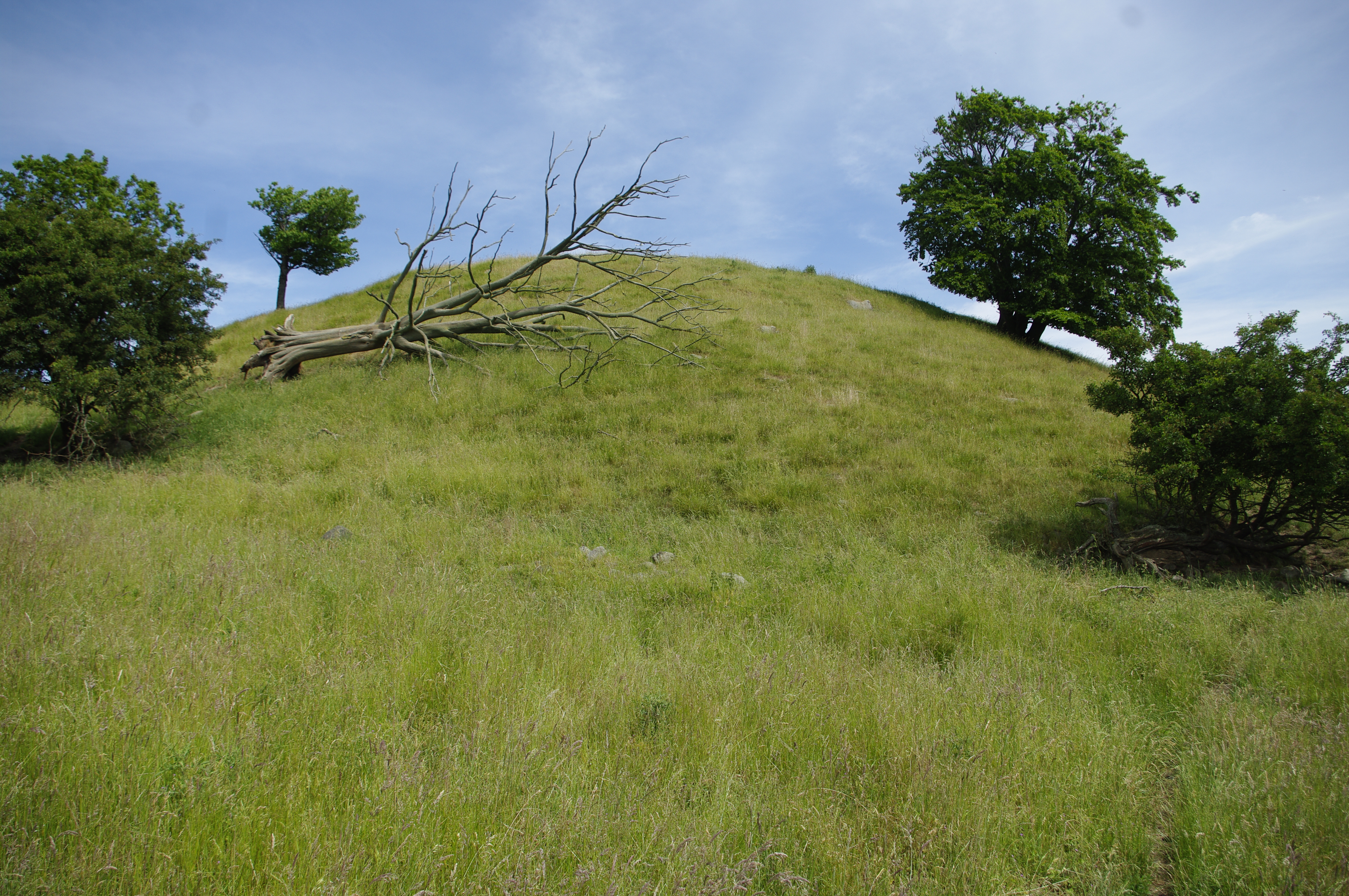
Kungsbacken är en rest efter en borg från ca 1200.

Kungsbacken är en hög kulle i Lemmeströ, Börringe socken i Skåne. På toppen av den mycket branta kullen har under medeltiden legat en borg. I dag finns dock inga synliga lämningar ovan jorden efter denna anläggning.
Ruinerna på Kungsbacken omnämns första gången 1624 i de så kallade Prästrelationerna: 
”Item paa Kong: Mayts Grund sönndenn for Lemmesroedt findis grunduoll att et Pasligh fier kanntett Mueret woell paa en höye kaldes Kongsbacke … Siiges Wllff vahnn Iehrrenn att haffue hafft Sin Herreboligh.” 
Borgen har alltså varit uppförd med en omgivande fyrkantig mur. Den Ulf van Järn som omtalas är en tysk sagohjälte, omtalad i de tyska folkvisorna från 1100-talet om kung Didrik och hans kämpar. 
1972 genomfördes en mindre arkeologisk undersökning på toppen av kullen. Tillräckligt mycket murfragment kom då fram för att visa på att här legat en tegelmurad borg. Ytterst lite daterande fynd gjordes men bland teglen fanns så kallade räfflad tegelstenar. Denna teknik, att man efter en mur var uppförd räffelhögg tegelytan, kan beläggas under en relativt kort tid mellan mitten av 1100-talet till början av 1200-talet.  
Borgen på Kungsbacken ligger i ett område med ett stort antal medeltida borganläggningar. Endast några kilometer söderut finns resterna efter den mäktiga Turestorpsö som på 1300-talet innehades av Tuve Galen från en av Skånes mest framträdande adelssläkter. Uppgifter om vem som ägt borgen på Kungsbacken finns dock inte bevarade. 
Troligtvis har borgen och den en kilometer norrut belägna Lemmeströ by och kyrka ett historiskt samband. Lemmeströ kyrka, varav i dag endast återstår en ruin, är liksom borgen uppförd av tegel. Vid utgrävningar i direkt anslutning till borgkullen har frilagt en stor tegelugn och här har borgens tegel tillverkats och kanske också kyrkans.